# Rund um Zschopau

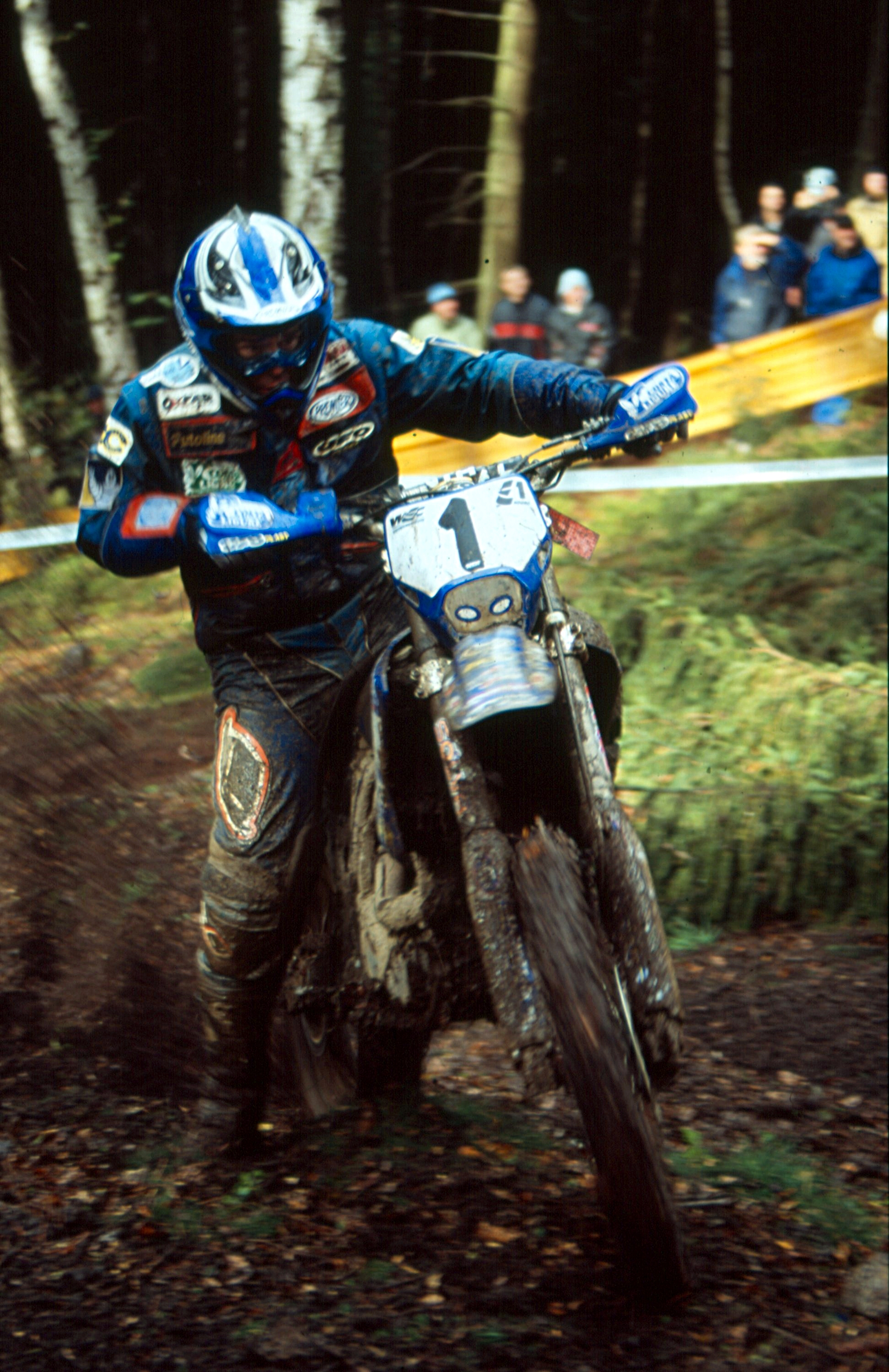
Weltmeister Stefan Merriman (AUS) beim WM-Lauf 2004 am Teufelsberg in Scharfenstein

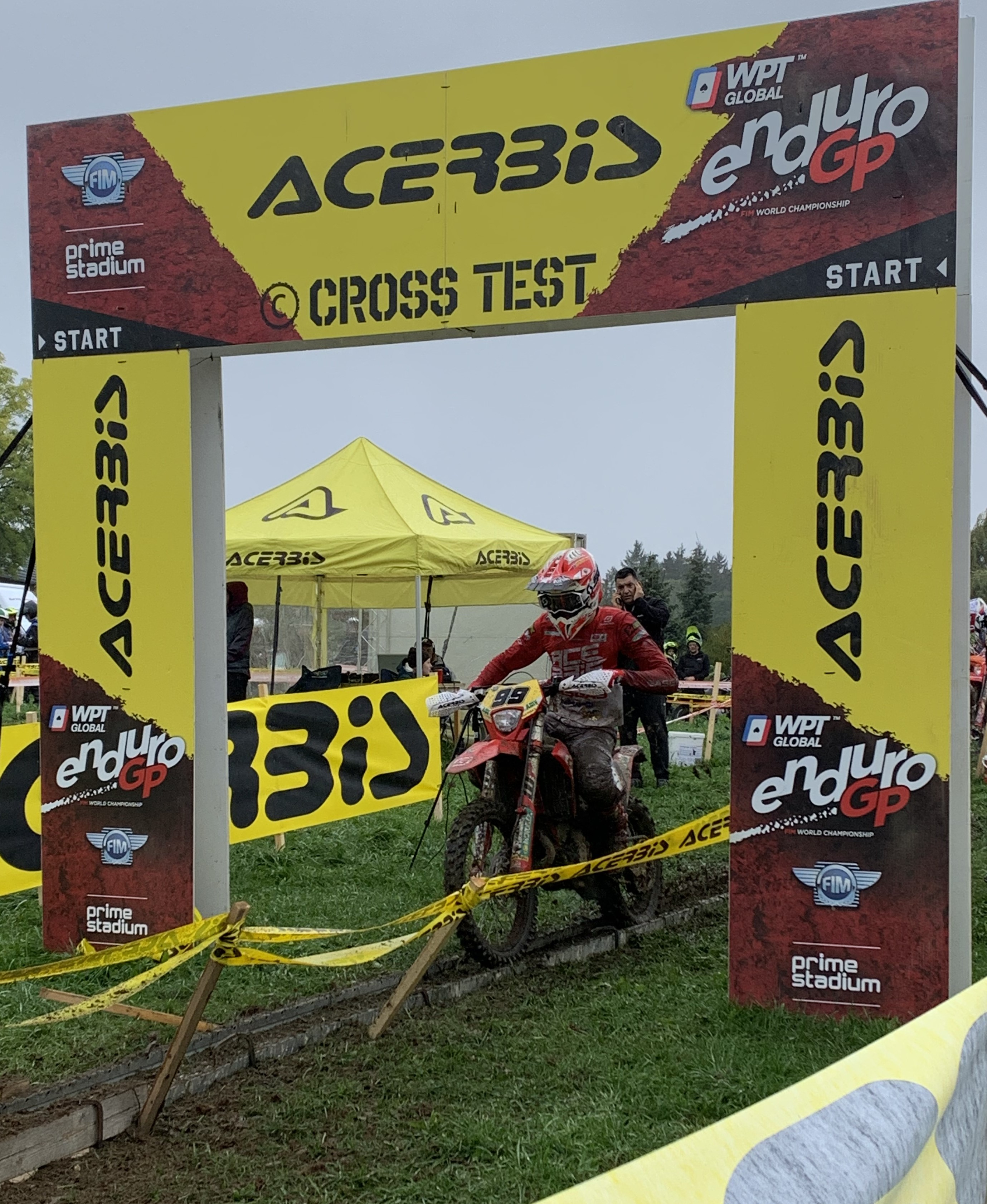
Weltmeister Andrea Verona (ITA) beim WM-Lauf 2022 am Start zu einer Sonderprüfung

Rund um Zschopau ist eine Enduroveranstaltung, die seit 1955 in und um die Stadt Zschopau im Erzgebirge ausgetragen wird. Aufgrund ihres anspruchsvollen Kurses und der oft schlechten Wetterbedingungen gilt die Veranstaltung als eine der weltweit schwersten Enduroveranstaltungen. Die Besucherzahlen liegen heute bei rund 30.000 bis 40.000 Zuschauern. Damit ist Rund um Zschopau nach dem Motorrad-WM-Rennen auf dem Sachsenring die meistbesuchte Motorsportveranstaltung in Sachsen. Rund um Zschopau ist fester Bestandteil im Kalender der Internationalen Deutschen Enduro-Meisterschaft und darüber hinaus unregelmäßig Austragungsort eines Laufs zur Enduro-Weltmeisterschaft.
Unter der Bezeichnung Rund um die MZ-Stadt Zschopau, unter der die Veranstaltung ab Mitte der 1960er-Jahre bis 1990 ausgetragen wurde, findet seit 2004 in der Regel jährlich im Sommer ein sogenanntes Classic Enduro nach früheren Regeln für Geländesport-Wettbewerbe statt.

## Geschichte
Enduroveranstaltungen, damals noch Geländesport- oder Motorradleistungsprüfung genannt, fanden im Mittleren Erzgebirge bereits ab Mitte der 1920er Jahre statt. Zuerst waren es vor allem Schulungsfahrten für die einheimischen Six-Days-Fahrer. Nach dem Zweiten Weltkrieg fand 1952 unter der Bezeichnung „Rund um Chemnitz“ eine DDR-Bestenprüfung statt, bei der auch Zschopau Durchfahrtsort war. Mit der Unterstützung des ortsansässigen VEB Motorradwerk Zschopau wurde am 16. Oktober 1955 die erste Geländefahrt „Rund um Zschopau“ durchgeführt. Im darauf folgenden Jahr wurde der Wettkampf bereits als Lauf zur DDR-Meisterschaft gewertet. Ab 1957 erfolgte bis 1974 die Austragung als Zwei-Tage-Fahrt. Dies bedeutet, dass am zweiten Tag die Strecke in umgekehrter Richtung befahren wurde.
1968 war die Veranstaltung gleichzeitig der erste Lauf überhaupt zur Europameisterschaft im Geländesport. Weitere Europameisterschaftsläufe fanden 1969, 1970, 1971 und 1972 statt. Aufgrund politischer Entscheidungen durften ab diesem Zeitpunkt keine weiteren EM-Läufe mehr durchgeführt werden. Auch die Teilnahme von westeuropäischen Startern war ab diesem Zeitpunkt nicht mehr möglich. 1979, 1981, 1984, 1987 fanden dann Läufe um den „Pokal der Freundschaft der sozialistischen Länder“ als Zweitages-Veranstaltungen statt. Angesichts der Erfolge bei der 62. Internationalen Sechstagefahrt 1987 – DDR-Mannschaften gewannen drei der vier Wettbewerbe – bewarb sich der MC MZ Zschopau mit Zustimmung des ADMV beim Weltverband FIM um die Ausrichtung eines internationalen Laufs. 1989 erteilte diese den Zuschlag für einen Lauf der zum Jahr 1990 neu geschaffenen Enduro-Weltmeisterschaft.
Der WM-Lauf 1990 war eine Zweitagesveranstaltung, bei der jeweils im Sportforum in Karl-Marx-Stadt gestartet wurde und auch das Ziel befand sich dort. Starke Niederschläge im Vorfeld sorgten für herausfordernde Streckenbedingungen. Rund 100.000 Zuschauer verfolgten das Ereignis.
Als Folge der Währungs-, Wirtschafts- und Sozialunion fiel nach 1990 die Unterstützung des Motorradwerkes Zschopau weg. Somit konnten in den Folgejahren keine weiteren Meisterschaftsläufe ausgetragen werden. Die in der Region ansässigen Vereine und Endurosportler versuchten jedoch, den Endurosport nicht einschlafen zu lassen. So veranstaltete der EMC Witzschdorf 1992 ein so genanntes „November-Enduro“. 1996 war die Veranstaltung bereits wieder soweit angewachsen, dass sie als Internationales November-Enduro veranstaltet wurde. Bereits der nächste Lauf im Jahr 1997 galt wieder als Finallauf der deutschen Enduro-Meisterschaft. Seit 1999 trägt die Veranstaltung wieder den Titel „Rund um Zschopau“. Diese Namensänderung dauerte so lange, da die Aktiven im veranstaltenden MSC Rund um Zschopau so lange warten wollten, bis die ehemaligen Verantwortlichen des MC MZ Zschopau ihren erworbenen Namen an die „Neulinge“ weitergaben. Im Jahr 2004 war die Veranstaltung von der deutschen Sport-Föderation DMSB bei der FIM zum Weltmeisterschaftslauf als Finallauf der Enduro-Weltmeisterschaft beantragt worden, das Zuschauerinteresse lag mit rund 125.000 Zuschauern weit über den Erwartungen. Üblicherweise wird ein WM-Lauf über zwei Tages-Wertungsläufe ausgetragen, so auch in Zschopau. Allerdings nutzten die Verantwortlichen des MSC die Chance viele ehemalige Aktive aus den verschiedensten Nationen zu zusätzlichen Veranstaltungen einzuladen. So wurde als Rahmenprogramm ein Parallel-Motocross mit 48 ehemaligen Welt- und Europameistern initiiert. Allein zu diesem Wettkampf kamen mehr als 20.000 Zuschauer.
2005 war der Lauf wieder das Finale der Deutschen Enduro-Meisterschaft und gleichzeitig Finallauf zur österreichischen Staatsmeisterschaft.
Aufgrund der Anstrengungen zur Durchführung einer umweltverträglichen Veranstaltung nach den neuen, zu diesem Zeitpunkt noch vorläufigen Umweltrichtlinien der nationalen Föderation erhielten die Organisatoren 2004 den DMSB-Umweltpreis und 2005 den FIM-Umweltpreis. Diese geleisteten Anstrengungen und Anregungen sind heutzutage Standard für ökologisch nachhaltigen Geländesport in Deutschland.
Seit dem Jahr 2009 wird als erste Wertungsprüfung im Rahmen der Gesamtveranstaltung ein Prolog auf kleinerem Raum mit künstlichen Hindernissen ausgetragen.
Im Jahr 2012 fand die Veranstaltung nicht statt. Markante Streckenabschnitte waren jedoch Bestandteil der Tagesetappen am dritten und vierten Wettkampftag der 87. Internationalen Sechstagefahrt mit Start und Ziel am Sachsenring.
Im Juli 2013 starb der langjährige Fahrtleiter Gunter Illgen. In Anerkennung seiner besonderen Verdienste um die Veranstaltung im Speziellen sowie den sächsischen Enduro-Nachwuchs und deutschen Endurosport im Allgemeinen, wurde durch den MSC Rund um Zschopau e. V., seiner Witwe sowie dem ADAC Sachsen e. V. der „Gunter-Illgen-Gedächtnispokal“ initiiert. Diese Sonderwertung wird ausschließlich bei Rund um Zschopau ausgefahren. Dafür werden klassenübergreifend alle aus Sachsen stammenden Fahrer bis 23 Jahre erfasst. Gewinner des Wanderpokals ist, welcher nach den ersten beiden Runden anhand der Sonderprüfungszeiten der Schnellste ist.
Im Jahr 2017 war die Veranstaltung erneut Finallauf zur Enduro-Weltmeisterschaft.
Im Oktober 2020 sollte die Veranstaltung wieder Finallauf der Enduro-Weltmeisterschaft werden. Infolge der COVID-19-Pandemie in Deutschland wurden Beschränkungen bzw. umfangreiche Auflagen für die Durchführung von Veranstaltungen in Kultur und Sport erlassen. Da Punkte wie u. a. Abstandsregeln, Maskenpflicht, Zuschauerzählung sowie Zuschauerbegrenzung aufgrund der Veranstaltungsgröße organisatorisch, logistisch und finanziell nicht umsetzbar sind, wurde die Veranstaltung aufgrund dessen vom organisierenden MSC Rund um Zschopau e. V. Anfang Juli 2020 ersatzlos abgesagt. Vom 8. bis 10. Oktober 2021 sollte der vorletzte Lauf zur Enduro-Weltmeisterschaft in Zschopau ausgetragen werden. Wie bereits im Jahr zuvor, waren die Auflagen zur Durchführung aufgrund der anhaltenden Pandemielage nicht umsetzbar und die Veranstaltung musste daher wiederholt ersatzlos abgesagt werden.
Nach den pandemiebedingten Absagen der Jahre 2020 und 2021, wurde Rund um Zschopau vom 14. bis 16. Oktober 2022 wieder ausgetragen. Dies nach 2017 erneut als Finallauf zur Enduro-Weltmeisterschaft.
Vom 17. bis 19. Oktober 2025 soll erneut der Finallauf zur Enduro-Weltmeisterschaft in Zschopau ausgetragen werden.

## Siegerlisten

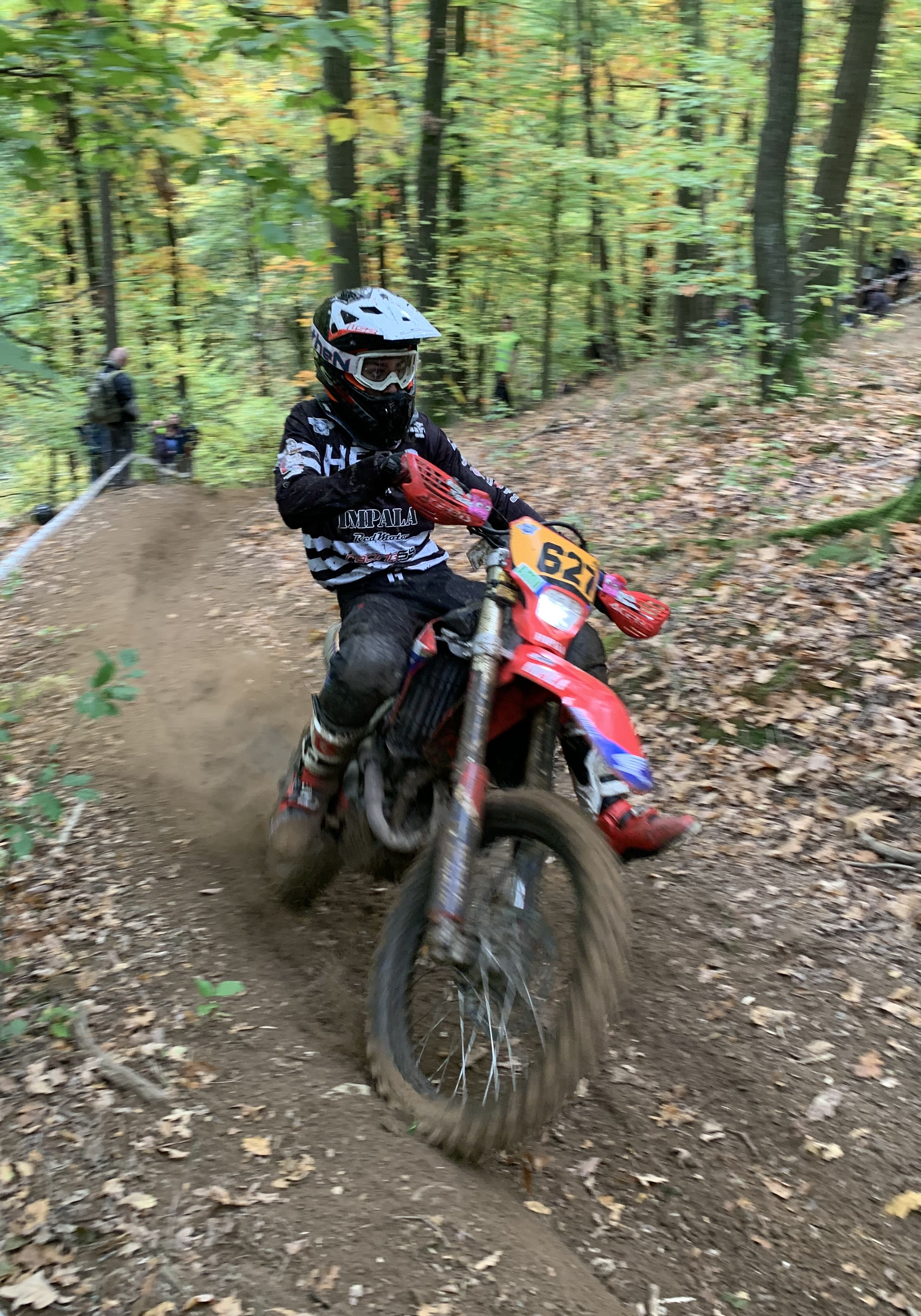
Rennszene in einem Endurotest beim WM-Lauf 2022

| Jahr | Gesamt-Sieger (seit 1996)   |
| ---- | --------------------------- |
| 2024 | Jeremy Sydow, Sherco        |
| 2023 | Jeremy Sydow, Sherco        |
| 2022 | Josep García, KTM (a)       |
| 2021 | nicht ausgetragen           |
| 2020 | nicht ausgetragen           |
| 2019 | Théophile Espinasse, Sherco |
| 2018 | Dennis Schröter, Husqvarna  |
| 2017 | Steve Holcombe, Beta (a)    |
| 2016 | Marco Neubert, KTM          |
| 2015 | Edward Hübner, KTM          |
| 2014 | Christophe Nambotin, KTM    |
| 2013 | Marcus Kehr, KTM            |
| 2012 | nicht ausgetragen           |
| 2011 | Eero Remes, KTM             |
| 2010 | Eero Remes, KTM             |
| 2009 | Juha Salminen, KTM          |
| 2008 | Marcus Kehr, KTM            |
| 2007 | Juha Salminen, KTM          |
| 2006 | Marcus Kehr, KTM            |
| 2005 | Ralf Scheidhauer, KTM       |
| 2004 | Juha Salminen, KTM (a)      |
| 2003 | Ralf Scheidhauer, KTM       |
| 2002 | Peter Bergvall, Yamaha      |
| 2001 | Anders Eriksson, Husqvarna  |
| 2000 | Stefan Merriman, Husqvarna  |
| 1999 | Rickard Larsson, Husqvarna  |
| 1998 | Stefano Passeri, KTM        |
| 1997 | Stefano Passeri, KTM        |
| 1996 | Stefano Passeri, KTM        |

| Jahr | Prolog-Sieger (seit 2009)   |
| ---- | --------------------------- |
| 2024 | nicht ausgetragen           |
| 2023 | nicht ausgetragen           |
| 2022 | Josep García, KTM           |
| 2021 | nicht ausgetragen           |
| 2020 | nicht ausgetragen           |
| 2019 | Théophile Espinasse, Sherco |
| 2018 | Jonathan Rossé, Yamaha      |
| 2017 | Loïc Larrieu, Yamaha        |
| 2016 | Marco Neubert, KTM          |
| 2015 | Marco Neubert, Honda        |
| 2014 | Christophe Nambotin, KTM    |
| 2013 | Sascha Meyhoff, Beta        |
| 2012 | nicht ausgetragen           |
| 2011 | Marc Bourgeois, Yamaha      |
| 2010 | Marcus Kehr, KTM            |
| 2009 | Mike Hartmann, Husaberg     |

| Jahr | Gunter-Illgen-Gedächtnispokal (seit 2013) |
| ---- | ----------------------------------------- |
| 2024 | Pascal Sadecki, Fantic                    |
| 2023 | Jeremy Sydow, Sherco                      |
| 2022 | nicht ausgetragen                         |
| 2021 | nicht ausgetragen                         |
| 2020 | nicht ausgetragen                         |
| 2019 | Luca Fischeder, Sherco                    |
| 2018 | Luca Fischeder, Sherco                    |
| 2017 | Florian Görner, KTM                       |
| 2016 | Patrick Strelow, Husqvarna                |
| 2015 | Bruno Wächtler, KTM                       |
| 2014 | Bruno Wächtler, KTM                       |
| 2013 | Bruno Wächtler, KTM                       |

## Classic Enduro

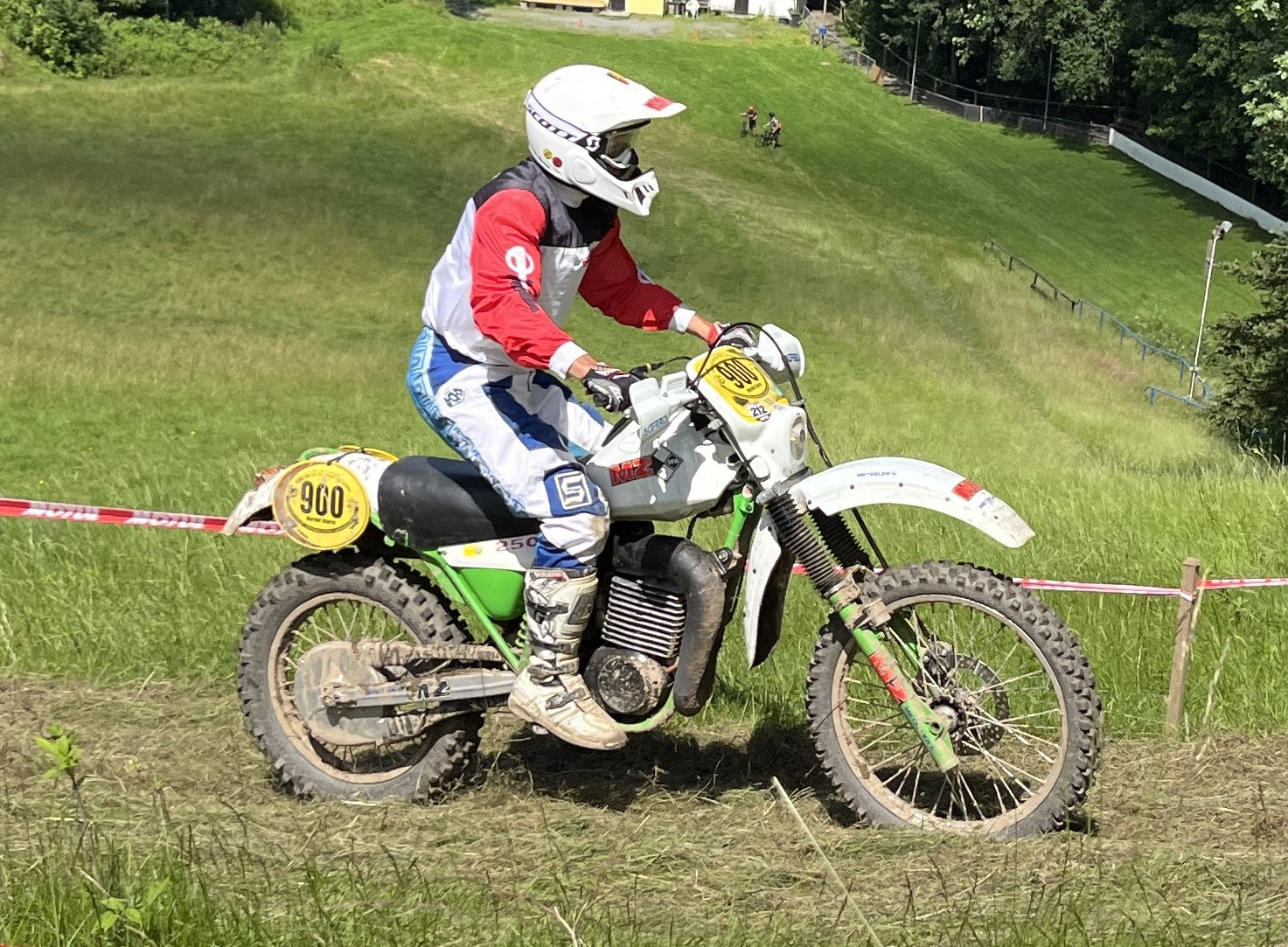
Harald Sturm auf einer 250er-MZ-Werksenduro aus den 1980er-Jahren in der Sonderprüfung auf dem Skihang (2024)

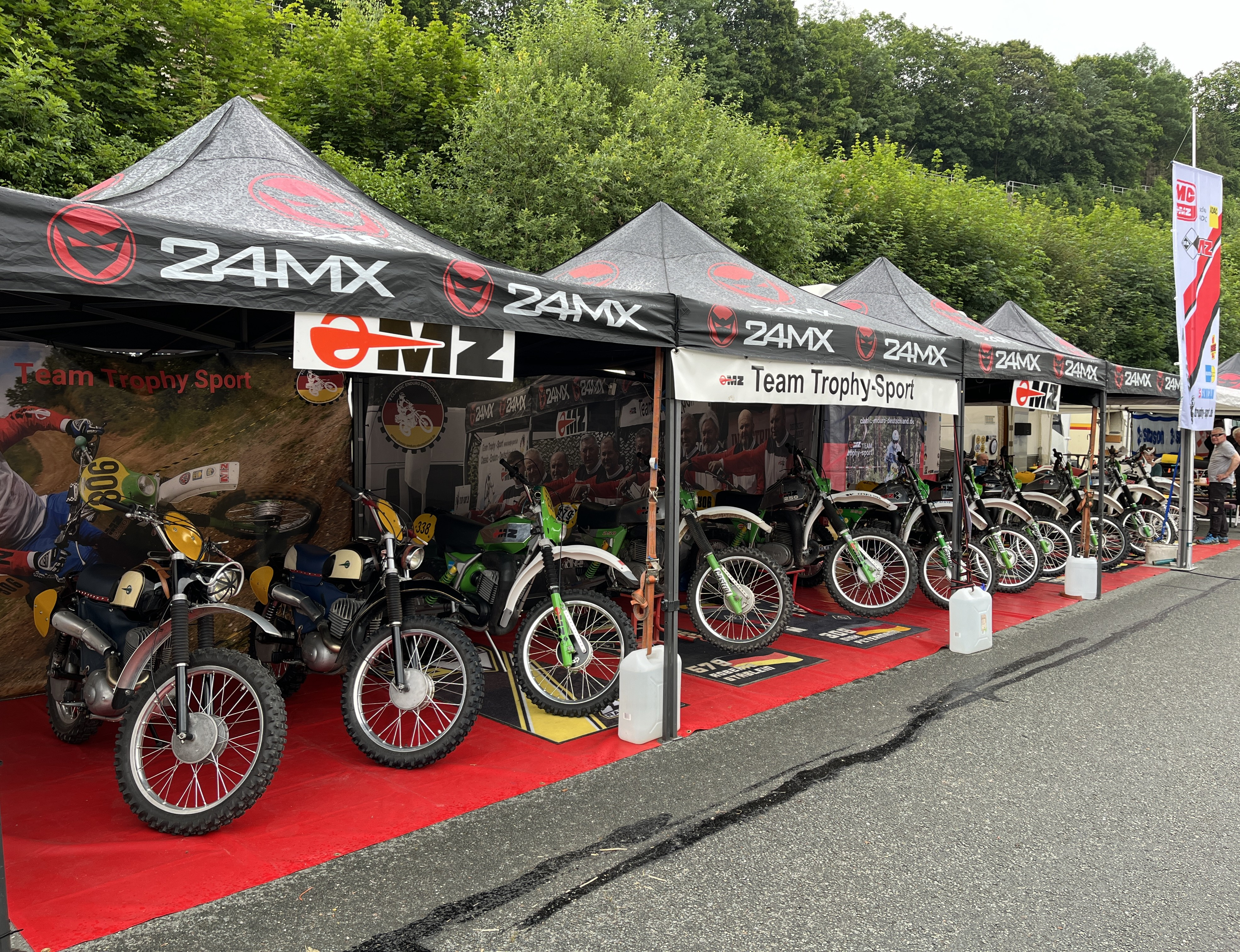
Stand des Team Trophy-Sport im Fahrerlager (2024)

Der MSC MZ Zschopau veranstaltete 2001 im Innenhof von Schloss Wildeck ein Treffen für MZ- und Simson-Geländesportmodelle. Zudem bestand für Fahrer die Möglichkeit, einen abgesteckten Kurs auf dem Zschopauer Skihang zu fahren. Die Veranstaltung wurde mehrheitlich positiv aufgenommen und wurde im Folgejahr für weitere Marken geöffnet. Auf dem Skihang wurde eine längere Strecke abgesteckt und als Gleichmäßigkeitsprüfung gefahren (zwei Runden in möglichst gleicher Zeit). Im Jahr darauf wurde bereits ein Kurs rund um die Stadt Zschopau mit rund 50 Kilometern Länge und darin enthaltenen Sonderprüfungen auf den Motocross-Trainingsstrecken von drei Motorsportclubs eingerichtet. Die Sonderprüfungen hatten wieder den Charakter einer Gleichmäßigkeitsprüfung. Der Geländeanteil war niedrig und die gesamte Veranstaltung ähnelte einer Enduro-Rallye.
Seit 2004 werden in der Regel jährlich sogenannte Classic Enduro als Zuverlässigkeitsfahrt unter der bis 1990 verwendeten Bezeichnung „Rund um die MZ-Stadt Zschopau“ durchgeführt, der Geländeanteil wurde dafür deutlich erhöht. Die Streckenführung ist seither jedes Jahr fast gleichbleibend. Je nach Klasseneinteilung sind eine oder mehrere Runden zu fahren. Pro Runde gibt es je eine Prüfung auf dem Skihang und auf einer Motocross-Trainingsstrecke, zudem je eine Beschleunigungs-, Brems- und Stilfahrtprüfung. Das gesamte Regelwerk lehnt sich größtenteils an solche früherer Geländesport-Wettbewerbe an. Abweichend davon ist die Berücksichtigung des Alters von Fahrer und Motorrad mittels sogenannter Handicapvergabe. Damit soll der Wettbewerbsvorteil der jüngeren Fahrer bzw. Motorräder ausgeglichen werden.
Die Veranstaltung genießt im Fahrerfeld einen hohen Stellenwert und lockt mehrere Tausend Zuschauer an. Aufgrund dessen bewarb sich der MC MZ Zschopau 2023 um die Ausrichtung der 2016 erstmalig ausgetragenen FIM Enduro Vintage Trophy für das Jahr 2024. Im August 2023 erhielt der Verein den Zuschlag zur Ausrichtung der dreitägigen Veranstaltung für das Jahr 2026.